# Walter Bucher
Walter Bucher (ur. 8 czerwca 1926 w Zurychu, zm. 6 marca 2025) – szwajcarski kolarz torowy i szosowy, pięciokrotny medalista torowych mistrzostw świata.

## Kariera
W 1948 roku Walter Bucher wystartował na igrzyskach olimpijskich w Londynie, gdzie wspólnie z kolegami z reprezentacji zajął piątą pozycję w drużynowym wyścigu na dochodzenie. Na przełomie lat 40' i 50' przeszedł na zawodowstwo. Na rozgrywanych w 1955 roku torowych mistrzostwach świata w Mediolanie Szwajcar zdobył srebrny medal w wyścigu ze startu zatrzymanego zawodowców, ulegając jedynie Hiszpanowi Guillermo Timonerowi. W tej samej konkurencji Bucher zdobywał medale na czterech kolejnych mistrzostwach świata: złoty na MŚ w Paryżu (1958), srebrne podczas MŚ w Liège (1957) i MŚ w Amsterdamie (1959) oraz brązowy na MŚ w Kopenhadze (1956). Ponadto Bucher wielokrotnie zdobywał medale torowych mistrzostw kraju, w tym sześć złotych. Startował również w wyścigach szosowych, wygrywając między innymi szwajcarski Tour des Quatre-Cantons w 1955 roku oraz zajmując drugie miejsce na Mistrzostwach Zurychu w 1949 roku.